# 우니베르시다드 산마르틴

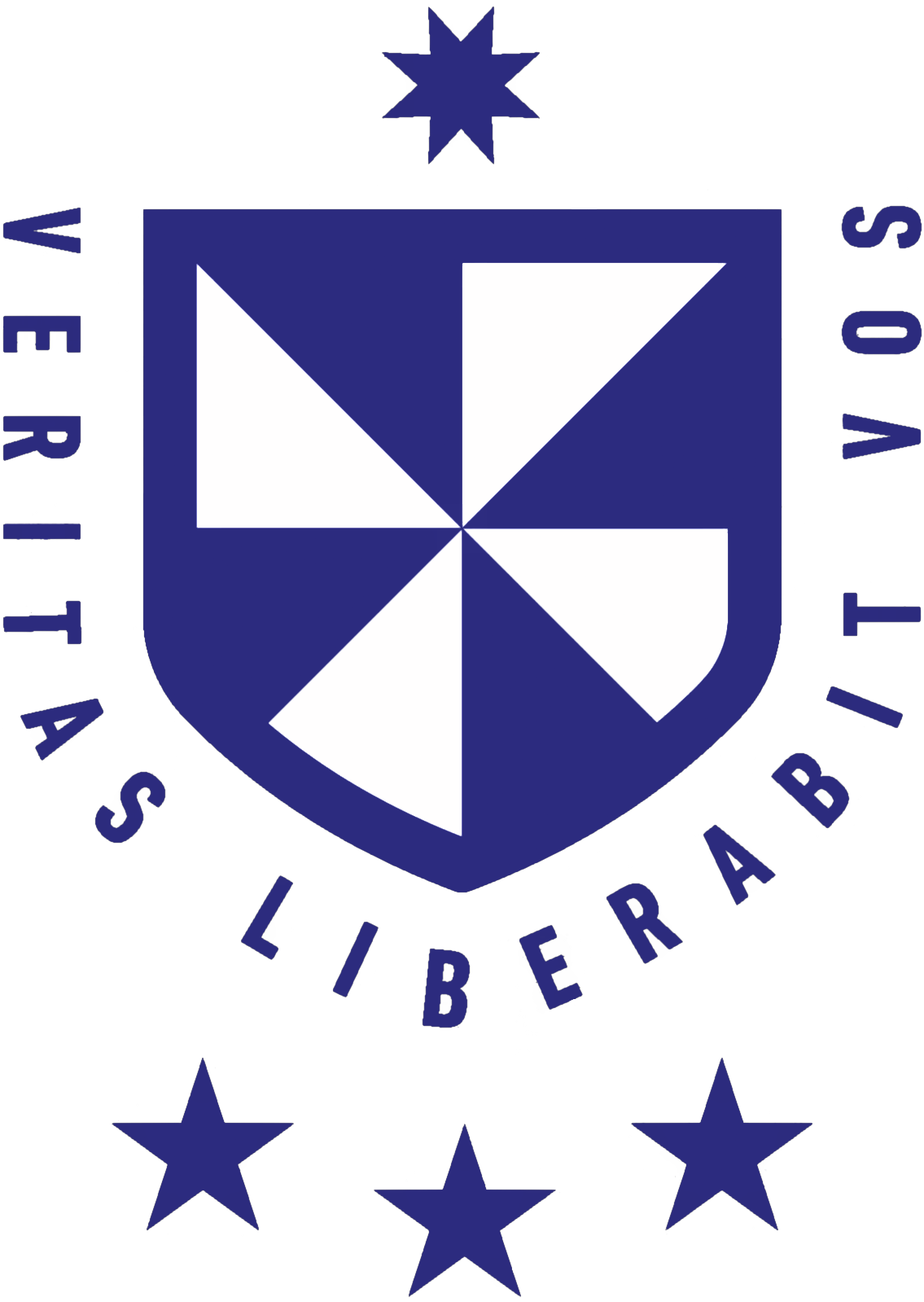

우니베르시다드 산마르틴(Club Deportivo Universidad de San Martin de Porres)은 페루 리마를 연고로 하는 축구 클럽이다. 이 팀은 2004년에 창단되었다. 현재는 페루 세군다 디비시온에 참가하고 있다.

## 선수 명단

### 현역
참고: FIFA 자격 규정에 따라 소속된 국가대표팀 국기를 표시합니다. 선수는 복수의 FIFA 비회원국 국적을 가지고 있을 수 있습니다.
| 번호 | 포지션 | 국적     | 이름                   |
| ---- | ------ | -------- | ---------------------- |
| 17   | FW     | 콜롬비아 | 후안 페르난도 카이세도 |

| 번호 | 포지션 | 국적 | 이름 |
| ---- | ------ | ---- | ---- |

## 역대 감독
| 감독               | 임기        |
| ------------------ | ----------- |
| 후안 안토니오 피시 | 2006        |
| 아니발 루이스      | 2010 ~ 2011 |
| 아니발 루이스      | 2013        |

틀:우니베르시다드 산마르틴 선수 명단